# Krislovo, Plovdiv
Krislovo (în bulgară Крислово) este un sat în comuna Marița, regiunea Plovdiv,  Bulgaria. 

## Demografie
Componența etnică a satului Krislovo
     Turci (11,38%)
     Bulgari (81,53%)
     Nicio identificare (7,07%)
     Altele (0%)
La recensământul din 2011, populația satului Krislovo era de 650 locuitori. Din punct de vedere etnic, majoritatea locuitorilor (81,53%) erau bulgari, cu o minoritate de turci (11,38%). Pentru 7,07% din locuitori nu este cunoscută apartenența etnică.